# Halsa
Halsa és un antic municipi situat al comtat de Møre og Romsdal, Noruega. Té 1.547 habitants (2016) i té una superfície de 301.02 km². El centre administratiu del municipi és el poble de Liabøen.